# Heart of China
Heart of China est un jeu vidéo d'aventure sorti en 1991 sur Amiga, DOS et Mac OS. Le jeu a été développé par Dynamix et édité par Sierra On-Line. Le jeu relate les aventures d'un pilote de chasse à Hong Kong dans les années 1930.

## Accueil
| Heart of China   |      |       |
| Média            | Nat. | Notes |
| Adventure Gamers | US   | 3/5   |
| Dragon Magazine  | US   | 5/5   |